# Rättselet
Rättselet är en sjö i Arvidsjaurs kommun i Lappland och ingår i Piteälvens huvudavrinningsområde. Sjön har en area på 0,557 kvadratkilometer och ligger 298,1 meter över havet. Rättselet ligger i Piteälven Natura 2000-område.

## Delavrinningsområde
Rättselet ingår i det delavrinningsområde (729591-168774) som SMHI kallar för Utloppet av Rättselet. Medelhöjden är 330 meter över havet och ytan är 5,02 kvadratkilometer. Räknas de 24 avrinningsområdena uppströms in blir den ackumulerade arean 253,58 kvadratkilometer. Vistån (Kvarnbäcken) som avvattnar avrinningsområdet har biflödesordning 2, vilket innebär att vattnet flödar genom totalt 2 vattendrag innan det når havet efter 134 kilometer. Avrinningsområdet består mestadels av skog (87 procent). Avrinningsområdet har 0,55 kvadratkilometer vattenytor vilket ger det en sjöprocent på 10,9 procent.